# Ctenopus carinifer
Ctenopus carinifer is een keversoort uit de familie van oliekevers (Meloidae). De wetenschappelijke naam van de soort is voor het eerst geldig gepubliceerd in 1896 door Semenov.